# パティ・ダーバンヴィル
パティ・ダーバンヴィル（Patti D'Arbanville 1951年5月25日 - ）はアメリカ合衆国出身の俳優、元モデル。

## 略歴

### 幼少期〜デビュー
1951年、マンハッタンのグリニッジ・ヴィレッジの近くで生まれた。3歳のとき祖母とブルーミングデールズ百貨店に行ったとき、たまたま開催されていた「ビューティフル・ベビー・コンテスト」に出場して優勝し、その後３年間アイボリー石鹸のテレビコマーシャルに出演した。　　
8歳のとき、自宅近くの歩道にチョークで落書きをしていたところ、通りかかったニューヨーク大学の学生たちの目に留まり自主映画の主役にスカウトされた。近くにいた母親の承諾を得て”Tuesday and Blue Silk” でスクリーンデビューした。
13歳になると自宅の向いにあったル・カフェ・フィガロでレコード盤を交換するＤＪのアルバイトを始め、深夜まで働いては授業中に寝るという生活を続けているうちに14歳で学校に行かなくなった。
カフェ・フィガロの常連客にはボブ・ディランや作家のジャック・ケルアックなど多くの著名人がいた。16歳のある日、パティが客の大人たちとチェスをしていると、髪を真っ赤に染めた男と頭の上にリスを乗せたような髪型の男が近付いてきて「映画に出てみないか？」と声を掛けてきた。赤い髪の男はアンディ・ウォーホルであった。2人は母親の許可を得ようとしたが、断られると思ったパティは独断で出演を決めた。
1年後、ウォーホールがプロデュースしポール・モリセイが監督する「フレッシュ」（1968）が完成。同性愛者のラブシーンなど新人女優としてはリスクの高い演技を要求されるも彼女は堂々と演じた。

### モデル時代
この頃パティはパーク・アベニュー沿いにあるマックスズ・カンザス・シティMax’s Kansas Cityの常連客になっていた。昼はレストラン、夕方からナイトクラブになるこの店にはニューヨークで活躍する有名アーティストも数多く訪れており、ここで次に彼女を見出したのはファッションイラストレーターのアントニオ・ロペスだった。既に女優のジェシカ・ラングやスーパーモデルのジェリー・ホール、グレイス・ジョーンズなどを発掘していたロペスは、作品のモデルになって欲しいと彼女に声を掛けた。さらに有名写真家を呼んで写真を撮らせ、大手モデル事務所のウィルヘルミーナ・モデルズに紹介した。
1968年、17歳のパティはウィルヘルミーナの専属モデルに選ばれた。このときの身長は162センチ。母親が180センチ近くあったのでこれから成長するのだろうと本人も事務所も楽観的に考えていたのだが、以後ほとんど伸びることはなく、ウィルヘルミーナで最も背が低いモデルの記録保持者となった。
事務所はこの新人モデルを西ヨーロッパに派遣した。パリとロンドンを中心に活動を始めたパティは、フランス、イギリス、西ドイツ、イタリアなどで人気モデルとなった。
仕事でロンドンを訪れた際、郊外の屋敷で開かれるミュージシャンたちのパーティーに招待され、ここでキャット・スティ－ブンスと出会い交際を始めた。このパーティーにはビートルズ（の誰か1人らしい）、スティーヴ・ウィンウッドやジンジャー・ベイカー、エリック・クラプトンらも参加していたという。交際は2年間続いた。

### モデルから俳優へ
ヨーロッパ遠征は数か月の予定だったが、パリを拠点にニューヨークやロンドンを行き来しているうちに5年間をパリで過ごした。しかしモデルとして成功はしたものの、他のモデルたちと並んだときに自分だけが明らかに小柄であることに劣等感があった。1970年のフランス映画 ”La Maison”に出演して演技に夢中になり、モデルを辞め俳優業に専念しようと考え始めた。
再びウォーホールに呼ばれ ”L'amour”（1973）に出演したが、ウォーホールの作品を支持するのは一部の熱狂的なファンだけであり、一人の女優として注目されるのは難しいと考えたためウォーホールの”ミューズ”を離脱した。1973年にアメリカに戻ったのを機にニューヨークで約1年間の演技指導を受けた。その後ロサンゼルスに移り、脇役ではあるがメジャー映画や人気テレビドラマ等にコンスタントに出演し、女優としてのキャリアを積み重ねた。
1987年にはジョン・パトリック・シャンリィが書いた戯曲 ”Italian American Reconciliation”のニューヨークでの初公演に主演し、ドラマローグ賞の最優秀女優賞を受賞した。
2011年頃からはニューヨークを離れ、既に他界した母親の故郷であるノースカロライナ州トライオンに住み始めた。常に次の仕事を探し続けなければならないショービジネスの世界にうんざりしていたといい、その様をラットレース（鼠がホイールの中をぐるぐる走り続ける様子)に例えた。ここでトライオン・アート・アンド・ジュエリースクールに通い、ジュエリー作りに没頭しながら時折りショートフィルムやテレビドラマのゲスト出演などの仕事を引き受けている。

## プライベート
結婚を3回し、4人の子供がいる。
1968年、17歳のときロンドン郊外のパーティーでキャット・スティーヴンスと出会い2年間交際した。キャットの代表作「墓に咲くバラ」（原題”Lady D'arbanville")や大ヒット曲した「ワイルド・ワールド」は別れたあとの彼女への想いを綴った曲であった。
1975年にフランス人俳優のロジェ・ミルモンと結婚するが1980年に離婚。その年に舞台俳優のスティーブ・カリーと結婚し翌年に離婚した。
同じ年の1981年に俳優のドン・ジョンソンと交際し始め、その翌年息子のジェシー・ウェイン・ジョンソンが生まれた。ドン・ジョンソンは1970年代後半頃から違法薬物とアルコールを常用していたが、それを知った彼女は薬物更生プログラムに参加するよう説得し彼を支え続けた。結婚する予定だったがパティの決心がつかずロサンゼルスでの同棲生活に留まった。ドン・ジョンソンは「特捜刑事マイアミ・バイス」の撮影のためマイアミで生活するようになり1年後に別れた。2人は別れる直前に「マイアミ・バイス」の1エピソードで共演している。
1993年にはニューヨークの消防士でモデル兼俳優でもあるテリー・クインと結婚し3人の子供をもうけたが、2000年に離婚した。

## フィルモグラフィー

### 映画
| 公開年 | 邦題 原題                                                                    | 役名                   | 備考                           |
| ------ | ---------------------------------------------------------------------------- | ---------------------- | ------------------------------ |
| 1967   | Erotic Salad                                                                 |                        |                                |
| 1968   | フレッシュ Fresh                                                             | パティ                 | 製作アンディ・ウォーホル       |
| 1970   | The House                                                                    | Lorraine               |                                |
| 1971   | The Blood Letting (原題：La saignée）                                        | Hillary                |                                |
| 1973   | L’Amour                                                                      | Patti                  | 製作・脚本アンディ・ウォーホル |
| 1975   | Rancho Deluxe                                                                | Betty Fargo            |                                |
| 1977   | ビリティス Bilitis                                                           | ビリティス             |                                |
| 1977   | La fille d'Amérique                                                          | Ronni Williams         |                                |
| 1978   | ビッグ・ウェンズデー Big Wednesday                                           | サリー・ヤコブセン     |                                |
| 1978   | The Fifth Floor                                                              | Cathy                  |                                |
| 1979   | メーン・イベント The Main Event                                              | ドナ                   |                                |
| 1979   | タイム・アフター・タイム Time After Time                                     | シャーリー             |                                |
| 1980   | Hog Wild                                                                     | Angie Barnes           |                                |
| 1981   | スーパー念力マン Modern Problems                                             | ダーシー・カーソン     |                                |
| 1985   | 天才アカデミー Real Genius                                                   | シェリー・ヌギル       |                                |
| 1985   | ブロークン・ジェネレーション/撲殺!射殺!極限の暴力少年たち The Boys Next Door | アンジー               |                                |
| 1988   | Crossing the Mob                                                             | Lucy Conte             | テレビ映画                     |
| 1988   | 真夜中にコールミー Call Me                                                   | コリー                 |                                |
| 1988   | 思い出のジュエル Fresh Horses                                                | ジーン                 |                                |
| 1989   | ベルーシ/ブルースの消えた夜 Wired                                            | キャシー・スミス       |                                |
| 1990   | Snow Kill                                                                    | Lauren Crane           | テレビ映画                     |
| 1993   | Blind Spot                                                                   | Lucinda                | テレビ映画                     |
| 1994   | Frame-Up II: The Cover-Up                                                    | Barbara Griffin        |                                |
| 1996   | ザ・ファン The Fan                                                           | エレン・レナード       |                                |
| 1997   | Bad to the Bone                                                              | Marilyn Wells          | テレビ映画                     |
| 1997   | ファーザーズ・デイ Fathers' Day                                              | シャーリー・トレイナー |                                |
| 1998   | Archibald the Rainbow Painter                                                | Elaine Tiger           |                                |
| 1998   | セレブリティ Celebrity                                                       | アイリス               |                                |
| 2002   | Personal Velocity: Three Portraits                                           | Ceria                  |                                |
| 2003   | A Tale of Two Pizzas                                                         | Margie Bianco          |                                |
| 2006   | ワールド・トレード・センター World Trade Center                              | ドナの隣人             |                                |
| 2007   | パーフェクト・ストレンジャー Perfect Stranger                                | エスメラルダ           |                                |
| 2007   | You Belong to Me                                                             | Gladys                 |                                |
| 2008   | The Marconi Bros.                                                            | Sonya Weitzman         |                                |
| 2009   | 最強のきずな Happy Tears                                                     | 看護師                 |                                |
| 2010   | ジ・エクストラ・マン The Extra Man                                           | Katherine Hart         |                                |
| 2010   | 恋とニュースのつくり方 Morning Glory                                         | Mrs.フューラー         |                                |
| 2016   | Unbercoming                                                                  | Goat Lady              | 短編映画                       |
| 2017   | Antonio Lopez 1970: Sex Fashion & Disco                                      | 本人                   | ドキュメンタリー               |
| 2020   | What About the Kids?                                                         | Debbie                 | 短編映画                       |

### テレビ
| 放映年    | 邦題 原題                                               | 役名 エピソード                                                                      | 備考         |
| --------- | ------------------------------------------------------- | ------------------------------------------------------------------------------------ | ------------ |
| 1976      | Once an Eagle                                           | Michele                                                                              | 4エピソード  |
| 1977      | Code R                                                  | Maggie                                                                               | 1エピソード  |
| 1978      | The Eddie Capra Mysteries                               | ー                                                                                   | 1エピソード  |
| 1980      | 名探偵ジョーンズ Barnaby Jones                          | ジェシカ・コリンズ シーズン8 第12話                                                  | 1エピソード  |
| 1980      | チャーリーズ・エンジェル Charlie's Angels               | ビアンカ・ブレーク シーズン5 第3話「ビキニでアタック！沈没船に隠された謎」           | 1エピソード  |
| 1982      | Darkroom                                                | Babette                                                                              | 1エピソード  |
| 1984      | ジェシカおばさんの事件簿 Murder, She Wrote              | レスリー・アンドラー シーズン1 第5話「無人カーが追ってくる」                         | 1エピソード  |
| 1985      | 特捜刑事マイアミ・バイス Miami Vice                     | ストーン夫人 シーズン2 第10話「ベトナム・コネクション 地獄の戦場から奪った白い悪夢」 | 1エピソード  |
| 1986      | クライム・ストーリー Crime Story                        | イヴ・ヴォルスキー シーズン1 第2話「ブラウン管殺人事件」                             | 1エピソード  |
| 1988      | ミッドナイトDJ Midnight Caller                          | ジョーダン シーズン1 第4話Payback                                                    | 1エピソード  |
| 1989      | The Hitchhiker                                          | Wendy                                                                                | 1エピソード  |
| 1989      | Wiseguy                                                 | Amber Twine Theresa Demante                                                          | 12エピソード |
| 1992      | ロー&オーダー Law & Order                               | ベティ・ドレイク シーズン3 第5話「ドレスに潜む闇」                                   | 1エピソード  |
| 1992-1993 | Another World                                           | Christy Carson                                                                       | 3エピソード  |
| 1993      | South Beach                                             | Roxanne                                                                              | 4エピソード  |
| 1994      | The John Larroquette Show                               | Big Linda                                                                            | 1エピソード  |
| 1994      | L.A.ロー 七人の弁護士 L.A. Law                          | キャロライン・ハーディー シーズン8 第18話                                            | 1エピソード  |
| 1994      | アンジェラ 15歳の日々 My So-Called Life                 | アンバー・ヴァロン                                                                   | 3エピソード  |
| 1994-1997 | New York Undercover                                     | Virginia Cooper                                                                      | 76エピソード |
| 1998      | ホミサイド/殺人捜査課 Homicide: Life on the Street      | ダーレン・エヴェレット シーズン7 第4話「死体なき死体」                               | 1エピソード  |
| 1998-2000 | ガイディング・ライト Guiding Light                      | セレナ・デイヴィス                                                                   | 27エピソード |
| 2000-2005 | サード・ウォッチ Third Watch                            | ローズ・ボスコレッリ                                                                 | 16エピソード |
| 2003      | 5人の女刑事たち ザ・ディヴィジョン The Division         | マギー シーズン3 第8話                                                               | 1エピソード  |
| 2003      | NIP/TUCK マイアミ整形外科医 Nip/Tuck                    | ウォレス・フォーサイズ シーズン1 第4話「ソフィア・ロペス」                           | 1エピソード  |
| 2004      | ザ・ソプラノズ 哀愁のマフィア The Sopranos              | ロレイン・カルーソ                                                                   | 3エピソード  |
| 2005      | Wild Card                                               | Kathy                                                                                | 1エピソード  |
| 2006      | アントラージュ★オレたちのハリウッド Entourage           | エリックの母                                                                         | 1エピソード  |
| 2006-2010 | Rescue Me                                               | Ellie                                                                                | 14エピソード |
| 2007      | LAW & ORDER:犯罪心理捜査班 Law & Order: Criminal Intent | セシリア シーズン6 第11話「クイーンズの世界対立」                                    | 1エピソード  |
| 2007      | Eyes                                                    | Dee Dee McCann                                                                       | 1エピソード  |
| 2017      | The Sinner -隠された理由- The Sinner                    | ローラ・タネッティ                                                                   | 5エピソード  |
| 2018-2020 | ビリオンズ Billions                                     | アレックスの母 ローレル・アクセルロッド                                              | 3エピソード  |